# دائرة العمل والتخطيط الفلسطيني
دائرة العمل والتخطيط الفلسطيني وكانت تسمى سابقًا مركز التخطيط الفلسطيني، هي مركز خاص بالدراسات والبحوث والمعلومات الخاصة بقضية فلسطين وما يمت لها بصلة.
تأسس المركز بقرار صادر عن المجلس الوطني الفلسطيني عام 1968. كمركز تابع لرئيس اللجنة التنفيذية لمنظمة التحرير الفلسطينية، لمساعدته وأعضاء اللجنة التنفيذية وغيرهم من القيادات الفلسطينية في مجال التخطيط للسياسات الفلسطينية وفي عمليات اتخاذ القرار.
مارس المركز عمله في بيروت حتى عام 1982، حيث أدى الاجتياح الإسرائيلي إلى تدميره ومقتل وجرح عدد من العاملين فيه، وأعيد تأسيسه في تونس عام 1985، ثم تم نقله عام 1994 إلى فلسطين حيث تمت إعادة تأسيسه في مدينة غزة.

## روابط خارجية
- الموقع الرسمي